# Pádraic Ó Conaire
Pádraic Ó Conaire (* 20. Februar 1882 in Galway; † 6. Oktober 1928 in Dublin) war ein irischer Schriftsteller und Journalist, der auf Irisch schrieb.

## Leben
Pádraic Ó Conaire stammte aus dem irischsprachigen Gaeltacht-Teil des irischen Westens und wuchs im Haus seines Onkels in Ros Muc, Connemara, County Galway auf. Hauptsächlich schrieb er über die Lebenserfahrungen der irischstämmigen, ungelehrten Arbeitern, die Anfang des 20. Jahrhunderts in Großbritannien arbeiteten. Er wohnte von 1899 bis zu seiner Rückkehr nach Irland 1914 mit seiner Familie in London. 
Er hat viele Sammlungen von Kurzgeschichten veröffentlicht, darunter Scothscéalta und Nora Mharcais Bhig(1906). Einige von diesen waren sehr umstritten in der damals hochkonservativen und von der katholischen Kirche geprägten Gesellschaft Irlands. Außerdem sind zwei Romane, Deoraíocht (1910) und Fearfeasa Mac Feasa (1930), von ihm veröffentlicht worden.
Er war verheiratet mit Molly Ní Mhanais und hatte mit ihr vier Kinder. Bei seiner Rückkehr nach Irland ließ er seine Familie jedoch in London zurück; er lebte danach meist in Galway. Er war alkoholabhängig und starb in großer Armut in einem Krankenhaus in Dublin im Jahr 1928.

## Werk
- An Scoláire Bocht, agus scéalta eile, 1904
- Nora Mharcais Bhig, 1906
- Deoraidheacht, 1910 Deutsch 2000: Exil, Unrast Verlag, aus dem Irischen von Gabriele Haefs
- An Scoláire Bocht, agus scéalta eile, 1913
- An Chéad Chloch, 1914
- Seacht mBua an Éirí Amach, 1918
- An Crann Géagach, 1919
- Tír na n Íontais, 1919
- Béal an Uaignis, 1921
- Siol Éabha, 1921
- An Chinniúint, 1924
- Eachtraí Móra ón ár Stair, 1924
- Trí Truaighe na Scealaíochta, 1924
- Mór thimpeall na hÉireann, ar muir, 1925
- Fearfeasa Mac Feasa, 1930
- Brian Óg
- Beagnach Fíor
- Cubhair na dTonn
- Scéalta an tSáirsint Rua
- Seoigheach an Ghleanna
- M'asal Beag Dubh